# Colibrasso
Colibrasso  (greco: Κολυβρασσός Colybrassòs, armeno: Surp Sope) fu un'antica città bizantina della regione panfiliana chiamata Anatolia, nell'attuale Turchia meridionale. Corrisponde all'odierno villaggio di Ayasofya (dal greco Αγία Σοφία).
Tolomeo la citò come un importante centro della provincia romana della Panfilia Prima, attivo già nel 113 a.C., e come sede della Legio Pontica.

## Storia
Il suo nome deriva dall'etnico Colibrassei, antica popolazione che abitava quest'area. Citata dal geografo Tolomeo come importante centro cittadino, nel 113 a.C., in epoca romana ospitò la legione Pontica. In epoca bizantina fu sede di un vescovato e dalla santa patrona della città assunse il nome di Άγια Σοφία (Santa Sofia). Dopo il crollo della potenza bizantina in Anatolia,  nel 1199 entrò a far parte dei possedimenti del principe armeno Kervard con il nome di Surp Sope. Il toponimo armeno derivava direttamente dalla chiesa dedicata a Santa Sofia. Dopo quella data non si hanno più notizie della città.
Secondo alcune iscrizioni presenti nei resti del sito archeologico, Colibrasso si trovava ad Ayasofya nel Susuz Dağ, 20 km a nord est di Alanya, a circa 1000 m di altitudine sul livello del mare. Infatti, fra essi si trovavano le mura di due templi, uno dei quali dedicato ad Eracle.